# Attentato dell'Addaura
L'attentato dell'Addaura si riferisce al fallito attentato al giudice istruttore palermitano Giovanni Falcone, avvenuto il 21 giugno 1989 nei pressi della villa che il magistrato aveva affittato per il periodo estivo, situata sulla costa siciliana nella località palermitana denominata Addaura.

## Storia
La mattina del 21 giugno 1989, alle 7:30, gli agenti di polizia addetti alla protezione personale del giudice Falcone trovarono 58 cartucce di esplosivo, di tipo Brixia B5, all'interno di un borsone sportivo accanto ad una muta subacquea e delle pinne abbandonate, nella spiaggetta antistante la villa affittata dal magistrato, che aspettava i colleghi svizzeri Carla Del Ponte e Claudio Lehmann con cui doveva discutere sul filone dell'inchiesta "Pizza connection" che riguardava il riciclaggio di denaro sporco. L'esplosivo era stipato in una cassetta metallica, ed era innescato da due detonatori. Secondo le indagini dell'epoca, alcuni uomini non identificati piazzarono l'esplosivo, il quale non esplose: all'epoca ciò fu attribuito ad un fortunato caso (si parlò di un malfunzionamento del detonatore).

## I misteri intorno all'attentato

### L'intervista di Falcone suL'Unità

Primo piano di Giovanni Falcone.

Diciannove giorni dopo il fallito attentato, Falcone rilasciò una discussa intervista al giornalista dell’Unità Saverio Lodato in cui analizzava il vero movente della bomba lanciando velate accuse nei confronti di possibili mandanti "esterni" alla mafia: "Ci troviamo di fronte a menti raffinatissime che tentano di orientare certe azioni della mafia. Esistono forse punti di collegamento tra i vertici di Cosa nostra e centri occulti di potere che hanno altri interessi, ho l’impressione che sia questo lo scenario più attendibile se si vogliono capire davvero le ragioni che hanno spinto qualcuno ad assassinarmi. (...) Sto assistendo all'identico meccanismo che portò all'eliminazione del generale dalla Chiesa... Il copione è quello. Basta avere occhi per vedere".
Nel 2020 la giornalista francese Marcelle Padovani (che intervistò più volte Falcone in quei mesi) rivelò che, parlando di "menti raffinatissime" nell'intervista, il giudice intendeva fare riferimento a Domenico Sica, all'epoca Alto commissario per la lotta alla mafia.

### Le lettere del "Corvo" e i tentativi di delegittimazione
Nelle motivazioni della sentenza di primo grado per l'attentato dell'Addaura, i giudici scrivono che esso «possa essere stato strumentalmente preceduto da una ben orchestrata campagna di delegittimazione nei confronti del giudice Falcone a cui hanno sicuramente partecipato soggetti estranei a “cosa nostra” e che, pertanto, la decisione di uccidere il predetto valoroso magistrato possa essere frutto di una convergenza di interessi non riconducibili alla sola organizzazione mafiosa».
Infatti nelle settimane precedenti l'attentato comparvero una serie di lettere anonime indirizzate a varie autorità definite giornalisticamente del "Corvo": nel maggio 1989 il collaboratore di giustizia Salvatore Contorno, sottoposto al programma di protezione negli Stati Uniti, fece segretamente ritorno a Palermo ma venne arrestato in un villino a San Nicola L'Arena insieme al cugino Gaetano Grado dagli uomini del questore Arnaldo La Barbera che trovarono in loro possesso fucili, pistole, divise di carabiniere e ricetrasmittenti. La vicenda destò numerose polemiche e le lettere del "Corvo" accusarono i giudici Giovanni Falcone e Giuseppe Ayala, il Capo della Polizia di Stato Vincenzo Parisi e importanti investigatori come Gianni De Gennaro e Antonio Manganelli di avere "pilotato" il ritorno di Contorno in Sicilia al fine di sterminare i Corleonesi, storici nemici della sua famiglia: infatti si mise in diretta correlazione il rientro di Contorno con una serie di omicidi che effettivamente si erano registrati tra Bagheria e Casteldaccia proprio in quei mesi ai danni di persone legate alle cosche corleonesi. Contemporaneamente si diffuse la voce (ripresa da vari articoli della stampa nazionale) di un ritorno di Tommaso Buscetta a Palermo organizzato in gran segreto da Falcone e De Gennaro per incontrare un informatore della mafia (il barone Antonino D'Onufrio, ucciso per questo motivo alcuni mesi prima) ed arrivare così alla cattura dei Corleonesi: tale voce si rivelò però completamente falsa e venne seccamente smentita dagli interessati.
Gerardo Chiaromonte, presidente della Commissione Antimafia, riporterà, in riferimento al fallito attentato, quanto veniva fatto circolare nei giorni successivi negli ambienti della DC e del PCI a Palermo: 
Nel 1990 l'ex consulente finanziario Salvatore Amendolito, in passato uno degli "addetti" al riciclaggio di denaro sporco in Svizzera che poi aveva collaborato con l'FBI nell'inchiesta "Pizza connection", rivelò al Procuratore capo di Caltanissetta Salvatore Celesti (che all'epoca seguiva le indagini sul fallito attentato e lo andò ad interrogare negli USA) che la bomba all'Addaura non era altro che una messinscena posta in essere dal magistrato svizzero Carla Del Ponte per farsi passare quale destinataria dell'aggressione mafiosa e coprire così la sua collusione con l'imprenditore Oliviero Tognoli (un altro "riciclatore" di denaro sporco), di cui avrebbe favorito la fuga per sottrarsi all'arresto; per queste sue accuse (che secondo Falcone erano manovrate da qualcuno), Amendolito venne rinviato a giudizio dalla Procura di Caltanissetta per il reato di calunnia ai danni della Del Ponte.
Il 12 gennaio 1992 Falcone, ospite della trasmissione Babele condotta da Corrado Augias, in risposta alla domanda di una ragazza del pubblico, disse: "Questo è il Paese felice in cui se ti si pone una bomba sotto casa, e la bomba per fortuna non esplode, la colpa è tua che non l’hai fatta esplodere".

### La condanna del maresciallo Tumino
Nel 1993 il maresciallo Francesco Tumino, artificiere dei carabinieri intervenuto sul luogo dell'attentato e ripreso dalle telecamere mentre disinnescava i candelotti e faceva esplodere il timer, fu indagato ed infine condannato dal gip di Caltanissetta, a seguito di patteggiamento, a sei mesi e venti giorni di reclusione con la condizionale. Era imputato di false dichiarazioni al pubblico ministero e favoreggiamento nell'ambito del fallito attentato: infatti Tumino, facendo detonare il timer, aveva distrutto l'innesco della bomba e fu così compromessa la possibilità di stabilire se l'ordigno era predisposto per uccidere oppure collocato a scopo dimostrativo. Lo stesso Tumino dichiarò di aver consegnato parti del timer ad un sedicente funzionario di polizia "con i baffi" che identificherà in Ignazio D'Antone, ex capo della Squadra Mobile di Palermo (poi condannato per concorso esterno in associazione mafiosa); i magistrati di Caltanissetta, visionando tutti i filmati televisivi realizzati in quella giornata, non riscontrarono la presenza di D'Antone sul luogo dell'attentato e lo stesso maresciallo artificiere ammise poi ai giudici di avere inventato tutto.

### I sospetti su Bruno Contrada
Il 23 luglio 1989, poco più di un mese dopo il fallito attentato, il settimanale L'Espresso pubblicò un articolo di Sandro Acciari dal titolo "Il Corvo, la Talpa, il Falcone", in cui si leggeva:
Dopo circa un mese, L'Espresso pubblicò un nuovo articolo dal titolo "Segreti di servizio", scritto dal giornalista Roberto Chiodi, in cui si accusava apertamente Bruno Contrada, già funzionario di polizia e numero tre del SISDE, di aver agevolato la fuga di Oliviero Tognoli, un industriale bresciano implicato nell'indagine "Pizza connection" perché responsabile del riciclaggio di denaro sporco per conto di Cosa Nostra e per questo era indagato in Svizzera dal pubblico ministero Carla Del Ponte e in Italia da Giovanni Falcone, che lo interrogarono più volte congiuntamente alcuni mesi prima dell'attentato all'Addaura: Tognoli avrebbe confidato ai due magistrati di essere riuscito a fuggire poco prima del suo arresto perché avvertito da Bruno Contrada, che gli avrebbe rivelato l’imminente emissione del provvedimento restrittivo a suo carico, ma rifiutò di verbalizzare il racconto e poi cambiò versione. Alla fine degli anni '90, la vicenda avrebbe trovato un aggancio inquietante nelle motivazioni della sentenza di condanna per concorso esterno in associazione mafiosa nei confronti di Contrada: infatti le precedenti accuse formulate da Tognoli e poi ritrattate vennero confermate dalla Del Ponte e dall'ex magistrato Giuseppe Ayala al processo; durante la sua testimonianza resa sempre nel giudizio contro Contrada, il tenente dei Carabinieri Carmelo Canale, uno dei più stretti collaboratori di Paolo Borsellino, riferì che Falcone "con gli occhi di fuori" aveva spiegato all’amico magistrato che il maggiore responsabile del fallito attentato dell’Addaura era proprio Contrada. Tali testimonianze vennero ritenute attendibili nelle motivazioni della sentenza di condanna dell'ex funzionario di polizia.

### Il presunto ruolo degli agenti Agostino e Piazza e di "faccia da mostro"

L'agente Antonino Agostino

Nei mesi successivi al fallito attentato, vennero uccisi in circostanze mai chiarite gli agenti di polizia Antonino Agostino (5 agosto 1989), assassinato in un agguato insieme alla moglie Ida Castelluccio, ed Emanuele Piazza, rimasto vittima della "lupara bianca" il 16 marzo 1990 ad opera di mafiosi di San Lorenzo: si scoprì che entrambi gli agenti avevano collaborato in vario modo con il SISDE per la cattura di latitanti mafiosi. Al funerale di Agostino e della moglie, Falcone confidò al commissario Saverio Montalbano: «Devo la vita a questi ragazzi»; inoltre, dopo la scomparsa di Piazza, i poliziotti sequestrarono nel suo appartamento una tuta da sub (simile a quella ritrovata sugli scogli dell'Addaura), essendo l'agente scomparso un appassionato di immersioni subacquee, e le indagini vennero seguite personalmente da Falcone.
Nel 1996 Luigi Ilardo, reggente mafioso della provincia di Caltanissetta e confidente del ROS dei Carabinieri ucciso poco tempo dopo, raccontò al colonnello Michele Riccio che "i due agenti [Agostino e Piazza n.d.r.] sono stati quelli, su mandato non so… dei servizi segreti… sono stati incaricati di piazzare la borsa con la bomba sulla scogliera dove c’era Falcone che passava la villeggiatura estiva. (…) Mi ricordo che si diceva che c'era proprio uno di questi agenti dei servizi segreti, che era… in faccia, dice, che aveva la faccia di un mostro e questo girava imperterrito a Palermo e molte volte hanno cercato la posta per poterlo fottere a questo qua, perché in diversi fatti, (…) veniva proprio confermata la presenza di questo… sia quando spararono al piccolo Domino, sia quando spararono a D'Agostino (rectius: Agostino), sia quando, prima di… che si venisse a scoprire la bomba all'Addaura, c'era stata una signora che aveva visto a bordo di una macchina, proprio nelle immediatezze della villa dov'era Falcone, due individui fra cui uno che aveva questa faccia così brutta…".
Vincenzo Agostino (padre di Antonino) raccontò diverse volte che prima dell'omicidio del figlio ricevette la visita di due uomini, di cui uno biondo con la faccia butterata, che gli chiesero dove si trovava il figlio, qualificandosi come "colleghi". Anche un parente di Emanuele Piazza affermò che l'agente frequentava un uomo con una malformazione alla guancia.
Nel 2005 la Procura di Palermo cercò di identificare "faccia da mostro" chiedendo al SISDE i nomi degli agenti segreti che operavano a Palermo alla fine degli anni '80 ma il servizio oppose il segreto di Stato. Infine nel 2009, grazie alle nuove rivelazioni dei collaboratori di giustizia Vito Lo Forte e Francesco Marullo, la Direzione Nazionale Antimafia guidata da Pietro Grasso individuò "faccia da mostro" in Giovanni Aiello, un ex poliziotto che aveva prestato servizio in Sicilia e poi era stato congedato perché sfigurato ad una guancia da una fucilata: sempre nello stesso anno, la Procura di Caltanissetta iscrisse Aiello nel registro degli indagati per il suo presunto ruolo nell'attentato all'Addaura (ed anche nelle stragi di Capaci e via d'Amelio) ma l'indagine venne archiviata nel 2012 perché non si trovarono conferme al racconto di Lo Forte e Marullo. Inoltre nel 2012 Aiello venne anche riconosciuto dal "pentito" 'ndranghetista Antonino Lo Giudice (che poi ritrattò e riconfermò in un secondo momento le accuse) come "cerniera" tra 'Ndrangheta e Cosa Nostra e poi nel 2014 da Vito e Giovanna Galatolo, figli del boss Vincenzo (uno dei partecipanti all'attentato dell'Addaura), i quali riconobbero fotograficamente Aiello e rivelarono che partecipava a summit mafiosi a casa loro insieme a Bruno Contrada, accuse che portarono all'apertura di nuovi fascicoli d'indagine presso le Procure di Palermo, Reggio Calabria e Catania anche se l'interessato negò sempre di essere "faccia da mostro" e di aver avuto un ruolo nei fatti di cui era accusato. Nel 2016, nel corso di un confronto all'americana disposto dal gip di Palermo, Vincenzo Agostino riconobbe Aiello come l'uomo con la faccia butterata che cercava il figlio prima dell'omicidio. Aiello morì d'infarto l'anno successivo.
Ad oggi nemmeno le nuove indagini hanno trovato conferme concrete di un coinvolgimento di Agostino e Piazza nonché di "faccia da mostro" nell'attentato all'Addaura.

## Indagini e processo
Dopo alcuni anni di indagini coordinate dall'allora Procuratore capo di Caltanissetta Giovanni Tinebra, nel 1998 le dichiarazioni dei collaboratori di giustizia Giovan Battista Ferrante e Francesco Onorato (che si autoaccusarono di aver avuto un ruolo) portarono al rinvio a giudizio dei boss mafiosi Salvatore Biondino, Salvatore Riina, Antonino Madonia, Vincenzo e Angelo Galatolo come responsabili del fallito attentato: nel 2000 la Corte d'assise di Caltanissetta condannò in primo grado Riina, Biondino e Madonia a ventisei anni di carcere mentre i collaboratori Ferrante e Onorato a dieci anni di carcere; Vincenzo e Angelo Galatolo vennero invece assolti. La sentenza venne confermata con qualche modifica anche nei due successivi gradi di giudizio, che vide la condanna di Vincenzo e Angelo Galatolo.

### La nuova indagine
Nel 2008 la Procura di Caltanissetta guidata dal Procuratore capo Sergio Lari riaprì le indagini in seguito alle dichiarazioni dei collaboratori di giustizia Angelo Fontana e Vito Lo Forte. In particolare, Fontana (ex mafioso dell'Acquasanta) dichiarò che partecipò all'esecuzione dell'attentato insieme ad alcuni mafiosi dell'Acquasanta e di Resuttana, guidati dal cugino Angelo Galatolo e da Antonino Madonia, il quale fece segnale a tutti di rientrare dopo aver notato la presenza della polizia sugli scogli; Galatolo, che era appostato dietro uno scoglio per azionare il telecomando che doveva provocare l'esplosione, si gettò in mare per timore di essere scoperto ma perse il telecomando in acqua. Invece Lo Forte dichiarò che nell'attentato ebbero un ruolo anche Antonino Agostino ed Emanuele Piazza, due agenti del SISDE che disattivarono l'esplosivo nei pressi della villa del giudice, impedendogli di esplodere: per queste ragioni i due agenti furono poi assassinati.
Nel 2011 un pool di periti nominati dal gip di Caltanissetta Lirio Conti ha determinato che il Dna delle cellule epiteliali, estratte da una maglietta ritrovata sul luogo del fallito attentato, apparteneva ad Angelo Galatolo, confermando le dichiarazioni del collaboratore Fontana. Tuttavia non vennero trovate tracce genetiche sul borsone o sulla muta compatibili con gli agenti Agostino e Piazza, smentendo le dichiarazioni di Lo Forte.
Nel 2014 Fontana ritrattò le precedenti dichiarazioni, affermando di essersi autoaccusato falsamente di aver partecipato all'attentato poiché in quel periodo non si trovava a Palermo ma negli Stati Uniti con obbligo di firma, come dimostrato da un foglio ritrovato dall'avvocato Giuseppe Di Peri, legale di fiducia del cugino Angelo Galatolo; la Procura di Caltanissetta iscrisse allora Fontana nel registro degli indagati per i reati di calunnia ed autocalunnia.